# 4858 Воробйов
4858 Воробйов (4858 Vorobjov) — астероїд головного поясу, відкритий 23 жовтня 1985 року.
Тіссеранів параметр щодо Юпітера — 3,669.